# ام شنتی (فیلم)
ام شنتی (به انگلیسی: Om Shanti) فیلمی هندی محصول سال ۲۰۱۰ و به کارگردانی پراکاش دانتولاری است. در این فیلم بازیگرانی همچون ناودیپ، کجال آگاروال، بیندو مادهوی، نیخل سیدهارت، آدیتی شارما و رانگاناتان مدهوان ایفای نقش کرده‌اند.